# Le destin se joue la nuit
Pour plus de détails, voir Fiche technique et Distribution.
Le destin se joue la nuit (History is Made at Night) est un film américain réalisé par Frank Borzage sorti en 1937.

## Synopsis
Irène Vail décide de divorcer de son mari, le riche armateur Bruce Vail, après qu'il l'ait faussement accusée d'avoir eu une liaison. Amèrement jaloux et possessif d'Irène, Bruce apprend qu'il peut empêcher le divorce d'être prononcé s'il peut fournir la preuve qu'elle a eu une relation avec un autre homme dans les six mois qui ont suivi la demande de divorce. Bruce paie son chauffeur, Michael, pour qu'il se rende dans la chambre d'hôtel d'Irène à Paris et se fasse passer pour son amant, dans l'intention de les faire surprendre par un détective privé dans une position compromettante. Cependant, un inconnu entend le cri de surprise d'Irène lorsqu'elle découvre Michael dans sa chambre. Une lutte s'engage lorsque l'homme défend Irène contre les avances non désirées de Michael, et se termine avec Michael sur le sol, inconscient. Lorsque Bruce et le détective font irruption dans la pièce, l'homme les menace avec une arme, exige les bijoux d'Irène et prend Irène en otage.
Une fois qu'ils sont partis, l'intrus, Paul Dumond, rend les bijoux d'Irène et l'invite à dîner avec lui au restaurant Château Bleu, où il travaille comme serveur. Ils dansent littéralement toute la nuit et Irène tombe éperdument amoureuse de lui. Au matin, Irène revient pour trouver Vail et la police dans sa chambre, car Michael est mort. Vail lui fait croire que Paul est responsable de sa mort et la fait chanter pour qu'elle revienne en Amérique avec lui en échange de la liberté de Paul. Désemparé de ne pas trouver Irène, Paul lit dans le journal qu'Irène a retrouvé son mari et est partie en Amérique. Sentant que quelque chose ne va pas, il s'embarque pour les États-Unis afin de la retrouver, accompagné de Cesare, son bon ami et chef cuisinier du Château Bleu.
À Manhattan, Paul et Cesare réhabilitent un restaurant, dans l'espoir que sa réputation incitera Irène à venir y dîner. Les retrouvailles ont enfin lieu, mais le bonheur est de courte durée lorsque Paul apprend que Michael est mort et qu'un homme a été arrêté à Paris pour le meurtre. Peu désireux de laisser un innocent payer pour ce qu'il pense être son crime, Paul s'embarque pour Paris, et Irène le rejoint. Ils voyagent sur le paquebot Princesse Irène, qui appartient à Vail et porte son nom.
Vail apprend qu'ils sont sur le navire. Fou de rage, il ordonne par radio au capitaine de filer à toute vitesse, malgré le risque de collision avec un iceberg dans les mauvaises conditions météorologiques, soi-disant pour battre le record de la traversée la plus rapide. Il espère en fait que le navire sera coulé, tuant Paul et Irène. Le navire heurte effectivement un iceberg, et des bulletins d'information prématurés annoncent que le navire a coulé avec des pertes de vies humaines épouvantables, le nombre de morts pouvant être supérieur à celui du Titanic. Consumé par la culpabilité, Vail se suicide et avoue avoir tué Michael dans une lettre de suicide. Heureusement, les portes des cloisons du Princess Irene parviennent à contenir l'eau et à empêcher le navire de couler. Paul, Irene et les autres passagers se réjouissent lorsqu'ils apprennent qu'ils vont être sauvés.

## Fiche technique
- Titre original : History is Made at Night
- Titre français : Le destin se joue la nuit
- Réalisation : Frank Borzage, assisté d'Arthur Ripley (non crédité)
- Scénario : C. Graham Baker et Gene Towne
- Photographie : David Abel, Gregg Toland
- Montage : Margaret Clancey
- Musique : Alfred Newman
- Costumes : Bernard Newman
- Production : Walter Wanger
- Société de production : Walter Wanger Productions
- Société de distribution : United Artists Corporation
- Pays d'origine :  États-Unis
- Langue : anglais
- Genre : Drame et romance
- Durée : 97 minutes
- Date de sortie :
  - États-Unis : 5 mars 1937

## Distribution
- Charles Boyer : Paul Dumond
- Jean Arthur : Irene Vail
- Leo Carrillo : Cesare
- Colin Clive : Bruce Vail
- Ivan Lebedeff : Michael
- George Meeker : Norton
- Lucien Prival : détective privé
- George Davis : Maestro

Acteurs non crédités
- Byron Foulger : employé des Vail
- Helene Millard : Mme Vaughan